# Cryptocreagris
Cryptocreagris es un género de pseudoscorpiones de la familia Neobisiidae.  Se distribuye por Estados Unidos.

## Especies
Según Pseudoscorpions of the World 1.2::
- Cryptocreagris laudabilis (Hoff, 1956)
- Cryptocreagris magna (Banks, 1909)
- Cryptocreagris tibialis (Banks, 1909)

## Publicación original
- Ćurčić, 1984: A revision of some North American species of Microcreagris Balzan, 1892 (Arachnida: Pseudoscorpiones: Neobisiidae). Bulletin of the British Arachnological Society, vol. 6, n.º 4, pp. 149-166.